# Charles Klein
 Charles Klein (Londen, Engeland, 7 januari 1867 - Lusitania, Atlantische Oceaan, 7 mei 1915) was een in Engeland geboren scenarioschrijver en toneelacteur die in 1883 naar de Verenigde Staten emigreerde. Hij kwam om toen het schip RMS Lusitania in 1915 verging.
Meerdere van zijn toneelstukken werden in de vroege 20ste eeuw verfilmd. Voorbeelden zijn The Lion and the Mouse (1919) en The Third Degree (1926).

## Toneelstukken (selectie)
- A Mile a Minute (1890)
- By Proxy (1892)
- The District Attorney (1895)
- El Capitan (1896)
- Two Little Vagrants (1896)
- Heartsease (1897)
- The Charlatan (1898)
- A Royal Rogue (1900)
- The Auctioneer (1901)
- The Hon. John Grigsby (1902)
- Mrs. Pickwick (1903)
- The Music Master (1904)
- The Lion and the Mouse (1905)
- The Daughters of Men (1906)
- The Step-Sister (1907)
- The Third Degree (1908)
- The Next of Kin (1909)
- The Gamblers (1910)
- Maggie Pepper (1911)
- The Outsiders (1911)
- The Ne'er Do Well (1912)
- Potash and Perlmutter (1913)
- The Moneymakers (1914)

- Gemeinsame Normdatei: 1050554485
- International Standard Name Identifier: 0000 0000 8418 1478
- Library of Congress Control Number: n83013975
- MusicBrainz: df3cfc8a-3869-4350-a09d-bc9e5d30cd2b
- Nationale Bibliotheek van Israël: 987007274575705171
- SNAC: w62v3gpz
- Trove: 1171754
- Virtual International Authority File: 3840673
- WorldCat: E39PBJm4RBMByP6HMJjx4k3qQq